# باتريك ووكر (ضابط استخبارات)
باتريك ووكر (بالإنجليزية: Patrick Walker)‏ هو ضابط استخبارات بريطاني، ولد في 25 فبراير 1932 في كوالالمبور في ماليزيا.